# 臺中市神岡區岸裡國民小學
臺中市神岡區岸裡國民小學（簡稱岸裡國小）是臺灣臺中市神岡區的市立國民小學，1916年最初成立為「葫蘆墩公學校大社分校」。

## 歷史

### 校史
- 1898年4月20日，臺中國語傳習所葫蘆墩分教場（今豐原國小）於岸裡大社文昌祠內（今岸裡國小校址）成立，隔年遷校。
- 1916年，設立「葫蘆墩公學校大社分校」。
- 1918年4月1日，獨立設校為「岸裡公學校」。
- 1922年4月1日，設立溪洲分教場。
- 1928年3月，建國旗台（今升旗臺）。
- 1930年2月19日，水泥橋「文英橋」完工。
- 1934年2月28日，溪洲分教場獨立為「豐洲公學校」（今豐洲國小）。
- 1941年4月1日，改制為「岸裡國民學校」，廢除補習科，增設高等科。
- 1945年11月24日，因中華民國政府接收日本台灣總督府轄下領土，改制為「臺中縣神岡鄉岸裡國民學校」。
- 1959年3月12日，設立社口分教室。
- 1960年8月1日，社口分教室改為社口分校。
- 1961年8月1日，社口分校獨立為「臺中縣神岡鄉社口國民學校」（今社口國小）。
- 1968年8月1日實施九年國民教育，校名改為「臺中縣神岡鄉岸裡國民小學」。
- 1995年11月20日，岸裡文物藝術館、岸裡古碑亭落成啟用。
- 2001年9月，岸裡國小籃球隊成立。12月，成立附設幼稚園。
- 2003年4月，岸裡國小兒童鼓舞團成立。9月，岸裡國小武術隊成立。
- 2010年12月25日，因臺中縣市合併為臺中市（直轄市）而改名為「臺中市神岡區岸裡國民小學」。
- 2013年6月7日，臺中市文化資產管理中心（今臺中市文化資產處）公告將岸裡國小木構磚造的校舍與升旗臺登錄為歷史建築。

### 獲獎
- 1955年4月29日，於臺中縣獲得台灣省第四屆國民學校學童躲避球比賽冠軍。
- 1956年4月30日，於高雄市獲得台灣省第五屆國民學校學童躲避球比賽冠軍。
- 1957年4月28日，於屏東縣獲得台灣省第六屆國民學校學童躲避球比賽冠軍。
- 1979年4月，榮獲臺中縣民族舞蹈比賽（現代舞）冠軍，以及臺中縣愛國、交通安全歌唱比賽（乙組）亞軍。
- 1980年4月，榮獲臺灣中區民族舞蹈比賽（民俗舞）優等獎。
- 1981年5月，榮獲臺灣中區民族舞蹈比賽（現代舞）優等獎。
- 1983年4月，榮獲臺灣區民族舞蹈比賽（現代舞）優等獎。

## 歷任校長

### 日治時期
1. 奧清次：1916年－1919年3月31日（葫蘆墩公校校長兼任大社分校）
2. 本多季三郎：1919年3月31日－1921年3月31日（後任東勢角公學校校長）
3. 新原重志：1921年3月31日－1926年4月1日（後任霧社公學校校長）
4. 高木嘉辛：1926年4月1日－1928年3月31日（後任三田公學校校長）
5. 森本茂松：1928年3月31日－1929年3月28日（後任鹿港第一公學校校長）
6. 篝三郎：1929年3月28日－1930年9月26日（原埤頭公學校校長，任內病逝）
7. 系川實：1930年9月30日－1934年3月27日（原月眉公學校校長，後任永靖公學校校長）
8. 堀田銀松：1934年3月27日－1936年3月28日（後任北斗郡郡視學）
9. 田中武熊：1936年3月28日－1943年3月31日（後任北屯國民學校校長）
10. 中井重郎：1943年3月31日－1945年11月24日

### 民國時期
1. 李清池：1945年11月24日－1952年8月1日
2. 張寶才：1952年8月1日－1962年1月1日
3. 楊登聯：1962年1月1日－1967年7月13日
4. 張德卿：1967年7月13日－1972年10月16日
5. 白醒鐘：1972年10月16日－1978年9月3日
6. 王克虎：1978年9月3日－1983年9月
7. 馬駿川：1983年9月－1991年8月1日
8. 張金曜：1991年8月1日－1993年8月17日
  1. 杜貴欉：1993年8月17日－1993年9月2日（督學，代理）
9. 許新得：1993年9月2日－1997年2月1日
10. 黃進益：1997年2月1日－2000年2月1日
11. 陳美珠：2000年2月1日－2007年8月1日
12. 巫淙滋：2007年8月1日－2014年7月31日
13. 彭道衡：2014年8月1日－2021年8月1日
14. 楊朝銘：2021年8月1日－現任

## 校舍概況
- 普通教室數：28間
- 專科教室數：19間
- 體育館：1座

## 學區
- 大社里、岸裡里
- 三角里（第1－9鄰、第18－19鄰）

## 外部連結
- 臺中市神岡區岸裡國民小學 （页面存档备份，存于）